# Медаль «90-летие пограничной охраны Азербайджана (1919—2009)»
Юбилейная медаль «90-летие Пограничной охраны Азербайджана (1919—2009)» (азерб. "Azərbaycan Sərhəd Mühafizəsinin 90 illiyi (1919–2009)" yubiley medalı) — государственная награда Азербайджанской Республики.

## История и положения
Юбилейная медаль «90-летие Пограничной охраны Азербайджана (1919—2009)» была учреждена Законом Азербайджанской Республики от 8 мая 2009 года № 809-IIIQ.
Медаль присуждается офицерам, генералам, старшим офицерам и военнослужащим, которые отличились в военном служении в Государственной пограничной службе Республики Азербайджан до 18 августа 2009 года, а также тем, кто активно участвовал в создании и укреплении Пограничной службы Азербайджанской Республики, и вышедшим в отставку офицерам, а также другим лицам, которые внесли особый вклад в развитие Государственной пограничной службы
.

## Описание
Медаль «90-летие Пограничной охраны Азербайджана (1919—2009)» представляет собой медаль круглой формы золотистого цвета диаметром 36 мм.
На лицевой стороне медали в центре находятся два круга. Первый круг окрашен в цвет морской волны. В верхней части первого круга золотистым цветом выведено слово «AZƏRBAYCAN», в нижней части — «SƏRHƏD MÜHAFİZƏSİ», справа и слева от слов нанесены восемь звезд с восьми концами также золотистого цвета. Второй круг медали окрашен в белый цвет, в центре которого находится государственный герб Республики Азербайджан в золотых тонах, под гербом указаны годы «1919-2009» и число «90».
На оборотной стороне медали также расположены два круга. Первый круг окрашен в цвет морской волны. В верхней части первого круга золотистым цветом выведено слово «AZƏRBAYCAN RESPUBLİKASI», в нижней части — «DÖVLƏT SƏRHƏD XİDMƏTİ», справа и слева от слов нанесены восемь звезд с восьми концами также золотистого цвета. Второй круг оборотной стороны медали украшен картой и гербом Республики Азербайджан. Цвета на карте границы идентичны государственному флагу Азербайджана и повторяются трижды. Для крепления медали к одежде используется прямоугольная пластина из золотистого металла размером 40 мм x 5 мм, центральная часть которой выполнена из шелковой ленты размером 37 мм x 50 мм, и нижняя часть из золотистого металла размером 40 мм x 5 мм, состоящая из трех элементов.
На центральной части пластины нанесены три горизонтальные линии одинаковой длины. Внешние полосы окрашены в цвет морской волны, а средняя полоса — в серый цвет. На верхнем металлическом слое шелковой ленты выполнены тонкие золотистые линии.

## Способ ношения
Лица, удостоенные медали, награждаются руководителем соответствующего государственного органа, назначенным исполнительной властью.
Медаль «90-летие Пограничной охраны Азербайджана (1919—2009)» размещается на левой стороне груди и следует за другими орденами и медалями Азербайджанской Республики после медали «100-летие органам государственной безопасности и внешней разведки Азербайджанской Республики (1919—2019)».